# Lijst van voetbalinterlands Belize - Panama (vrouwen)
Deze lijst van voetbalinterlands is een overzicht van alle officiële voetbalinterlands tussen de nationale vrouwenteams van Belize en Panama. De landen hebben tot nu toe drie keer tegen elkaar gespeeld.

## Wedstrijden
| № | Plaats         | Datum            | Competitie                                       | Wedstrijd       | Uitslag |
| - | -------------- | ---------------- | ------------------------------------------------ | --------------- | ------- |
| 1 | Guatemala-Stad | 21 november 2003 | Olympische Spelen 2004 kwalificatie              | Panama − Belize | 15 − 2  |
| 2 | Guatemala-Stad | 22 mei 2014      | Noord-Amerikaans kampioenschap 2014 kwalificatie | Belize − Panama | 1 − 13  |
| 3 | San Salvador   | 20 februari 2022 | Noord-Amerikaans kampioenschap 2022 kwalificatie | Belize − Panama | 0 − 8   |

## Samenvatting
| Competitie                                  | Totaal gespeeld | Winst Belize | Gelijk | Winst Panama | Doelsaldo Belize – Panama |
| ------------------------------------------- | --------------- | ------------ | ------ | ------------ | ------------------------- |
| Olympische Spelen kwalificatie              | 1               | 0            | 0      | 1            | 2 − 15                    |
| Noord-Amerikaans kampioenschap kwalificatie | 2               | 0            | 0      | 2            | 1 − 21                    |
| Totaal                                      | 3               | 0            | 0      | 3            | 3 − 36                    |